# Jana Werichová
Jana Kvapilová-Werichová, zpočátku vystupující pod pseudonymem Jana Hálová (18. října 1935 Praha – 9. května 1981 Praha), byla česká herečka, scenáristka, divadelní asistentka režie a překladatelka, dcera českého herce a spisovatele Jana Wericha a překladatelky Zdenky Werichové.

## Život
Narodila se 18. října 1935 v Praze rodičům Janu Werichovi (1905–1980) a Zdence Werichové, rozené Houskové (1906–1980). Dětství prožila s rodiči z větší části v USA v emigraci. Po válce studovala herectví na DAMU, kde absolvovala v roce 1957. Působila nejdříve v oblastních divadlech – Slováckém divadle v Uherském Hradišti (1957–1958) a Městském oblastním divadle v Kolíně (1958–1960), později přešla do Prahy do Divadla Rokoko (1960–1961), dva roky byla v hereckém souboru Československého státního filmu (1961–1963). Nakonec byla s otcem (1963–1966) v Hudebním divadle Karlíně a Hudebním divadle v Nuslích (dnešní Divadlo Na Fidlovačce), tam působila zprvu jako herečka a později jako asistentka režie (1966–1971). Znalost anglického jazyka z dob amerického exilu využila jako překladatelka libret a textů pro divadelní hry a muzikály.
Provdala se za doktora (viz Brdečková,T.: O Janě a Zdenkách kolem Jana Wericha, s. 155) Jiřího Kvapila, později se ale rozvedli. Z manželství se narodila dcera Zdenka (* 1968), přezdívaná Fanča. Ke své vnučce měl Werich velmi silný vztah: „Miluju Fanču a všechno, co dělám, od dýchání po vydělávání peněz, je kvůli ní. A pak teprve kvůli Janě.“  Zdenka Kvapilová, provdaná Huliková, žije v Zufikonu ve švýcarském kantonu Aargau. Má dceru Janu Hulikovou (* 1996 nebo 1997), která je vnučkou Jany Werichové a tedy pravnučkou Jana Wericha.
Jana Werichová zemřela na rakovinu v roce 1981 – rok po smrti své matky a otce. Bylo jí 45 let.

## Diskografie
- Čochtan vypravuje (pod pseudonymem Jana Hálová)
- Italské prázdniny – Supraphon 1963
- Táto, povídej 1 – Panton 1971
- Táto, povídej 2 – Panton 1971
- Táto, povídej! Komplet 8CD – komplet nahrávek, Supraphon, 2013[5]

## Filmografie
- 1952 Pyšná princezna (postava Madlenky)
- 1963 Uspořená libra (překlad textu a postava poštovní úřednice)